# Polisportiva Libertas Livorno 1989-1990

## Stagione
Nella stagione 1989-1990, la Libertas Livorno sponsorizzata Enimont, ha disputato il massimo campionato nazionale giungendo al sesto posto e venendo eliminata al primo turno dei Play-Off. In Coppa Italia non superò la fase a gironi. In Coppa Korac, la corsa dei toscani si interruppe ai quarti di finali contro i futuri campioni della Juventud Badalona. I gialloblù, che hanno visto anche il cambio in corsa del proprio tecnico, non sono dunque riusciti a bissare la straordinaria stagione precedente.

## Roster
Rosa della squadra
|  | Naz.                   | Ruolo | Sportivo            |  |  |  |  |
|  | ---------------------- | ----- | ------------------- |  |  |  |  |
|  | Stati Uniti (bandiera) |       | Wendell Alexis      |  |  |  |  |
|  | Stati Uniti (bandiera) |       | Joe Binion          |  |  |  |  |
|  | Italia (bandiera)      |       | Nicola Bonsignori   |  |  |  |  |
|  | Italia (bandiera)      |       | Flavio Carera       |  |  |  |  |
|  | Italia (bandiera)      |       | Gianluca Ceccarini  |  |  |  |  |
|  | Italia (bandiera)      |       | Alessandro Fantozzi |  |  |  |  |
|  | Italia (bandiera)      |       | Andrea Forti        |  |  |  |  |
|  | Italia (bandiera)      |       | Simone Lottici      |  |  |  |  |
|  | Italia (bandiera)      |       | Alberto Pietrini    |  |  |  |  |
|  | Italia (bandiera)      |       | Alberto Tonut       |  |  |  |  |